# Vittorio de Miro d'Aieta
Vittorio de Miro d'Aieta (Napoli, 28 agosto 1918 – Foggia, 2 aprile 1987) è stato un educatore e politico italiano.

## Biografia
Nato a Napoli nel 1918 da famiglia nobile di un ramo cadetto dei marchesi d'Ajeta, conseguì la laurea in filosofia all'Università di Napoli e approfondì poi gli studi di giurisprudenza a Firenze. Nel 1941 vinse la cattedra di concorso in storia, filosofia ed economia politica per l'insegnamento nei licei e si trasferì a Foggia, sposandosi nello stesso anno con la foggiana Giuseppina Catalano.
Esponente della Democrazia Cristiana, fu per molti anni consigliere comunale e provinciale, ricoprendo anche gli inacarichi di assessore comunale all'istruzione pubblica e assessore provinciale alle finanze. Dal 1957 al 1961 fu sindaco di Foggia.
In seguito vinse il concorso per dirigenti scolastici e dal 1966 fu preside in vari licei foggiani, come il liceo scientifico di Manfredonia, l'istituto magistrale di Foggia, ma soprattutto il liceo classico Vincenzo Lanza, dove rimase dal 1976 al 1985.
Attivo anche nell'associazionismo cittadino, fu presidente del comitato provinciale della Croce Rossa e socio fondatore del Rotary Club Foggia.
Morì a Foggia il 2 aprile 1987.